# Bundeskanzler-Helmut-Kohl-Stiftung
Die Bundeskanzler-Helmut-Kohl-Stiftung ist eine Stiftung des öffentlichen Rechts mit Rechtsfähigkeit und Sitz in Berlin. Die Politikergedenkstiftung wurde zum 9. Juni 2021 errichtet und soll laut Stiftungszweck das Andenken an das politische Wirken Helmut Kohls, des sechsten Bundeskanzlers der Bundesrepublik Deutschland wahren sowie seine Verdienste um Freiheit und Einheit des deutschen Volkes, für den Frieden in der Welt, für die Versöhnung mit den europäischen Nachbarstaaten und die europäische Integration würdigen.

## Zweck
Die Stiftung soll einen Beitrag zum Verständnis der Zeitgeschichte und der weiteren Entwicklung der Bundesrepublik leisten. Der Deutsche Bundestag beschloss die Gründung der Stiftung am 6. Mai 2021 mit breiter Mehrheit. Fast alle Oppositionsfraktionen stimmten für den Gesetzentwurf der Regierungskoalition, lediglich die AfD enthielt sich. Schon bei der ersten Beratung des entsprechenden Gesetzentwurfs war dafür eine breite Mehrheit auch bei Linken und Grünen deutlich geworden. Vorbilder sind die Bundeskanzler-Willy-Brandt-Stiftung und die Bundeskanzler-Helmut-Schmidt-Stiftung. Sitz der Stiftung ist nicht der frühere Wohnort Kohls, Ludwigshafen-Oggersheim, sondern Berlin.
Die Bundeskanzler-Helmut-Kohl-Stiftung erinnert laut Satzung an das politische Wirken und die Lebensleistung Helmut Kohls. Sie versteht sich als Einrichtung der politisch-historischen Bildung, als Ort der Information und des offenen Austausches. Die Stiftung errichtet in Berlin ein öffentlich zugängliches Helmut-Kohl-Zentrum mit einer Dauerausstellung in Berlin-Mitte „Unter den Linden“. Sie regt wissenschaftliche Arbeiten und Veröffentlichungen an und unterstützt die zeitgeschichtliche Forschung. Auf ihren Veranstaltungen wird das politische Wirken Helmut Kohls reflektiert. Dabei werden laut Stiftung aktuelle Fragestellungen besonders in den Blick genommen – nicht zuletzt mit dem Ziel, „jüngere Menschen für die deutsche und europäische Geschichte zu begeistern.“

## Gremien
Im September 2021 fand die konstituierende Sitzung des von Bundespräsident Frank-Walter Steinmeier berufenen Stiftungs-Kuratoriums im Bundeskanzleramt statt.
Die Wahlergebnisse:
Vorsitzender
- Volker Kauder

Stellvertreterin
- Gerda Hasselfeldt

Mitglieder
- Jean-Claude Juncker
- Bernhard Vogel †
- Kurt Beck

Ehrenamtlicher Vorstand der Stiftung
- Günter Winands (Vorsitzender)
- Michael Borchard (Stellvertreter)

Geschäftsführerin
- Jacqueline Boysen (einstimmig gewählt am 14. Dezember 2021, Amtsantritt im März 2022)[6]

## Aktivitäten
Eine erste große Veranstaltung der Bundeskanzler-Helmut-Kohl-Stiftung fand anlässlich des 40. Jahrestages der Wahl von Helmut Kohl zum Bundeskanzler am 27. September 2022 in der Französischen Friedrichstadtkirche auf dem Gendarmenmarkt in Berlin statt. Damit stellte sich die vom Deutschen Bundestag per Gesetz ins Leben gerufene Stiftung der Öffentlichkeit mit Reden von Kuratoriumsvorsitzenden Volker Kauder, Friedrich Merz und Angela Merkel vor. Der Politikwissenschaftler Karl-Rudolf Korte sprach zu Forschungspotenzialen, die sich im Themenfeld der Regierungsjahre Helmut Kohls eröffnen. Weggefährten wie Jean-Claude Juncker, Theo Waigel und Sabine Bergmann-Pohl erinnerten an ihre Zusammenarbeit mit Helmut Kohl. Eine repräsentative Studie „Helmut Kohl im Gedächtnis der Deutschen“ des Instituts für Demoskopie Allensbach wurde vorgestellt.
Im Mai 2023 hat die Bundeskanzler-Helmut-Kohl-Stiftung ihre erste Repräsentanz in Berlin-Mitte bezogen. Im „Kohl Salon“ haben Bürgerinnen und Bürger die Gelegenheit, mehr über den Kanzler der Einheit und Ehrenbürger Europas zu erfahren und aktuelle Fragestellungen in den Blick zu nehmen.
Geplant ist ein öffentlich zugängliches Helmut-Kohl-Zentrum mit einer zeitgeschichtlichen Ausstellung und Arbeitsmöglichkeiten für wissenschaftliche Forschung. Die historisch-politische Bildungsarbeit der Stiftung richtet sich an ein breites Publikum, mit Fachtagungen fördern die wissenschaftliche Auseinandersetzung mit der Regierungszeit Helmut Kohls.
Die Stiftung begann im August 2024 eine Schriftenreihe im Ch.Links Verlag. Nach Verlagsangaben erfährt der Kanzler der Einheit und Ehrenbürger Europas dort „eine respektvolle und kritische Würdigung“. Der erste Band dokumentiert die Eröffnungsveranstaltung mit Beiträgen von Jean-Claude Juncker, Volker Kauder, Karl-Rudolf Korte, Angela Merkel, Friedrich Merz und anderen.
Im Jahr 2025 fand erstmals ein Berliner Schülerwettbewerb der drei überparteilichen Politikergedenkstiftungen des Bundes – der Stiftung Bundeskanzler-Adenauer-Haus, der Bundeskanzler-Willy-Brandt-Stiftung und der Bundeskanzler-Helmut-Kohl-Stiftung – statt. Ziel des Wettbewerbs ist es, die politische Beteiligung junger Menschen zu fördern und sie für deutsche Geschichte zu begeistern. Die Gewinnerklassen wurden für ihre kreativen Projekte mit Preisgeldern ausgezeichnet. Die feierliche Preisverleihung fand im Europäischen Haus am Brandenburger Tor statt.

## Reaktionen
Die Gründung der Stiftung wurde von Kohls Witwe Maike Kohl-Richter, die über den Nachlass von Helmut Kohl verfügt, im Mai 2021 abgelehnt. Sie gab an, das Vorhaben widerspreche „dem letzten Willen“ ihres Mannes, und kritisierte das Verhältnis der CDU zum historischen Kohl. Kohl-Richter sieht das Erbe Helmut Kohls in Gefahr. Sie kritisierte, die CDU riskiere, dass Helmut Kohl zum Spielball der Politik und wechselnder Mehrheitsverhältnisse werde. Sie befürchte, dass das Stiftungsgesetz geändert und Gremien anders besetzt werden könnten. Nach der Stiftungs-Konstituierung im September 2021 kündigte Kohl-Richter an, juristisch gegen die Errichtung der Stiftung vorgehen zu wollen. Bereits am 29. Juni 2021 hatte sie mit sechs weiteren Personen die private Helmut-Kohl-Stiftung e.V. mit Sitz in Kohls ehemaligem Wohnhaus in Ludwigshafen-Oggersheim gegründet. Sie soll dazu beitragen, dass Kohls „politisches Lebenswerk seriös, quellengestützt und vorurteilsfrei aufgearbeitet wird“.
Helmut Kohls Sohn Walter Kohl befürwortet die Bundeskanzler-Helmut-Kohl-Stiftung. Er gab an, er erhoffe sich von ihr eine möglichst objektive, eine faire und für zukünftige Generationen relevante Aufbereitung des Lebenswerks von Helmut Kohl sowie dessen Frau Hannelore Kohl, die „untrennbar miteinander diesen Weg gegangen“ seien.

## Publikationen
- Ich bin doch kein Denkmal – Eröffnung der Bundeskanzler-Helmut-Kohl-Stiftung. Ch. Links Verlag, Berlin 2024, ISBN 978-3-96289-223-4.[19]